# Peter G. J. Pulzer
Peter George Julius Pulzer (* 29. Mai 1929 in Wien; † 26. Januar 2023 in Oxford) war ein britischer Historiker und Politikwissenschaftler österreichischer Herkunft.

## Leben und Forschung
Pulzer wurde 1929 in Wien geboren, die Familie emigrierte wegen der NS-Herrschaft in Österreich 1939 nach Großbritannien. An der Universität Cambridge studierte er Geschichte und promovierte 1960. 1966 erschien sein Buch „Die Entstehung des politischen Antisemitismus in Deutschland und Österreich 1867–1914“. Das Buch gilt als Pionierarbeit der Antisemitismusforschung und nach vielfacher Auflage noch heute als ein Standardwerk des Forschungszweiges. Darin kommt Pulzer unter anderem zu dem Schluss, dass zu dieser Zeit in Deutschland, im Gegensatz zu Österreich, der Antisemitismus „nie allgemein wurde“.
1984 wurde Pulzer an die Universität Oxford berufen und war dort bis zu seiner Emeritierung im Jahr 1996 Professor of Government and Public Administration am All Souls College. Als Gastprofessor war er darüber hinaus in Washington, München, Dresden und Leipzig tätig.
Im Zuge des Historikerstreits bezeichnete Pulzer die Debatte als „sehr deutsch“ und lud Ernst Nolte nach Oxford ein, um dort seine Thesen zu erläutern. In seiner Einführungsrede verwies Pulzer dabei auf einen Essay von John Stuart Mill und dessen Kritik an denen, „die sich weigern, zuzuhören, weil sie von der Unfehlbarkeit ihrer Auffassung überzeugt sind“. Allen revisionistischen Thesen stand Pulzer jedoch ablehnend gegenüber. In der Debatte um die historische Bewertung der Luftangriffe auf Dresden widersprach er der Ansicht, diese seien unverhältnismäßig oder unnötig gewesen. Militärische und zivile Ziele seien unter Berücksichtigung des von den Nationalsozialisten propagierten „totalen Krieges“ nur schwer zu trennen und das Ausmaß des deutschen Widerstandes und Durchhaltewillens nicht bekannt gewesen.

## Ämter und Ehrungen
Pulzer war Vorsitzender des Leo Baeck Instituts in London. Er war Träger des Verdienstorden der Bundesrepublik Deutschland (Verdienstkreuz) und erhielt ein Ehrendoktorat der Universität Innsbruck.
2008 erhielt er das Große Silberne Ehrenzeichen für Verdienste um die Republik Österreich.
Im Jahr 2012 erhielt er das Ehrendoktorat der Universität Wien.

## Schriften (Auswahl)
- The rise of political anti-Semitism in Germany and Austria. J. Wiley, New York 1964. Übersetzung: Die Entstehung des politischen Antisemitismus in Deutschland und Österreich 1867–1914. Sigbert Mohn, Gütersloh 1966; durchgesehene und erweiterte Neuausgabe: Vandenhoeck & Ruprecht, Göttingen 2004, ISBN 3-525-36954-9 (mit Forschungsbericht).
- Political representation and elections in Britain (= Studies in political science. Band 1). Allen & Unwin, London 1967.
- Jews and the German state. The political history of a minority, 1848–1933. Blackwell, Oxford 1992.
- German politics, 1945–1995. Oxford University Press, Oxford 1995.
- Germany 1870–1945. Politics, state formation, and war. Oxford University Press, Oxford 1997.
- (mit Wolfgang Benz, Arnold Paucker) Jüdisches Leben in der Weimarer Republik / Jews in the Weimar Republic (= Schriftenreihe wissenschaftlicher Abhandlungen des Leo Baeck Instituts. Band 57). Mohr Siebeck, Tübingen 1998.
- (mit Kurt Richard Luther) Austria 1945–95. Fifty years of the Second Republic. Ashgate, Aldershot 1998.
- Fog in Channel. Anglo-German perspectives in the nineteenth century. German Historical Institute, London 2000.